# Traité de paix franco-algérien de 1684
Traité de paix franco-algérien de 1719
Le traité de paix franco-algérien de 1684 ou traité de Tourville est un traité de paix conclu le 23 avril 1684 instaure une paix centenaire entre « deux nations amies » : le royaume de France et le « royaume d'Alger ».

## Contexte
Sous le règne de Louis XIV, la France affirme sa puissance maritime en Méditerranée. Elle ne peut tolérer que les navires sous son pavillon soient attaqués par les corsaires d'Alger.
En 1684, après une série de bombardements d'Alger, Louis XIV envoie Duquesnes puis Dussaut pour trouver un accord avec le Dey d'Alger. Au bout de presque 1 mois de négociations, le traité fut signé en avril 1684 et il prévoit de nombreuses dispositions : 
- liberté de commerce entre les deux pays ;
- libérations des esclaves ;
- respect des bâtiments ;
- libre exercice de la religion chrétienne ;
- établissement de la liste des produits négociables entre les deux pays ;
- et assurance donnée au Dey que son ambassadeur à Paris  pourrait veiller au respect des traités[2].

## Articles
« ARTICLES ET CONDITIONS DE PAIX accordées par Nous Chevalier de Tourville, Lieutenant Général des Armées Navales du très Puissant, très Excellent & très Invincible Prince Louis XIV . par la grâce de Dieu Empereur de France Roy de Navarre ; aux très Illustres Bacha, Dey, Divan, Milice de la Ville et Royaume d'Alger, [...] »